# 広島県中学校一覧
| 総数                        | 258校            |
| 国立                        | 4校              |
| 公立                        | 230校            |
| 私立                        | 24校             |
| 教育委員会所在地            | 〒730-8514       |
| 広島県広島市中区基町9番42号 |                  |
| 公式サイト                  | 広島県教育委員会 |

広島県中学校・中等教育学校一覧（ひろしまけんちゅうがっこう・ちゅうとうきょういくがっこういちらん）は広島県の中学校の一覧。

## 国立中学校
- 広島大学附属中学校
- 広島大学附属東雲中学校
- 広島大学附属福山中学校
- 広島大学附属三原中学校

## 公立中学校・中等教育学校

### 広島市

#### 中区
- 広島市立江波中学校
- 広島市立国泰寺中学校
- 広島市立幟町中学校
- 広島市立吉島中学校

#### 東区
- 広島市立牛田中学校
- 広島市立温品中学校
- 広島市立福木中学校
- 広島市立二葉中学校
  - 広島市立二葉中学校夜間学級
- 広島市立戸坂中学校
- 広島市立早稲田中学校

#### 南区
- 広島市立宇品中学校
- 広島市立大州中学校
- 広島市立楠那中学校
- 広島市立段原中学校
- 広島市立似島中学校
- 広島市立似島学園中学校
- 広島市立仁保中学校
- 広島市立翠町中学校

#### 西区
- 広島市立井口中学校
- 広島市立井口台中学校
- 広島市立観音中学校
  - 広島市立観音中学校夜間学級
- 広島市立己斐中学校
- 広島市立己斐上中学校
- 広島市立庚午中学校
- 広島市立中広中学校
- 広島市立古田中学校

#### 安佐南区
- 広島市立安佐中学校
- 広島市立安佐南中学校
- 広島市立大塚中学校
- 広島市立祇園中学校
- 広島市立祇園東中学校
- 広島市立城南中学校
- 広島市立城山北中学校
- 広島市立高取北中学校
- 広島市立伴中学校
- 広島市立戸山中学校
- 広島市立長束中学校
- 広島市立東原中学校
- 広島市立安西中学校

#### 安佐北区
- 広島市立落合中学校
- 広島市立可部中学校
- 広島市立亀崎中学校
- 広島市立亀山中学校
- 広島市立口田中学校
- 広島市立高陽中学校
- 広島市立白木中学校
- 広島市立清和中学校
- 広島市立日浦中学校
- 広島市立広島中等教育学校
- 広島市立三入中学校

#### 安芸区
- 広島市立阿戸中学校
- 広島市立瀬野川中学校
- 広島市立瀬野川東中学校
- 広島市立船越中学校
- 広島市立矢野中学校

#### 佐伯区
- 広島市立五日市中学校
- 広島市立五日市観音中学校
- 広島市立五日市南中学校
- 広島市立砂谷中学校
- 広島市立五月が丘中学校
- 広島市立三和中学校
- 広島市立城山中学校
- 広島市立美鈴が丘中学校
- 広島市立湯来中学校

### 福山市
- 福山市立芦田中学校
- 福山市立想青学園
- 福山市立駅家中学校
- 福山市立駅家南中学校
- 福山市立鳳中学校
- 福山市立加茂中学校
- 福山市立神辺中学校
- 福山市立神辺西中学校
- 福山市立神辺東中学校
- 福山市立幸千中学校
- 福山市立至誠中学校
- 福山市立城西中学校
- 福山市立城東中学校
- 福山市立城南中学校
- 福山市立城北中学校
- 福山市立新市中央中学校
- 福山市立精華中学校
- 福山市立誠之中学校
- 福山市立済美中学校
- 福山市立大成館中学校
- 福山市立大門中学校
- 福山市立鷹取中学校
- 福山市立中央中学校
- 福山市立東朋中学校
- 福山市立鞆の浦学園
- 福山市立培遠中学校
- 福山市立東中学校
- 福山市立一ツ橋中学校
- 福山市立広瀬学園中学校
- 福山市立福山中学校
- 福山市立松永中学校
- 福山市立向丘中学校

### 呉市
- 呉市立広中央中学校
- 呉市立音戸中学校
- 呉市立片山中学校
- 呉市立蒲刈中学校
- 呉市立川尻中学校
- 呉市立倉橋中学校
- 呉市立呉中央中学校
- 呉市立警固屋中学校
- 呉市立郷原中学校
- 呉市立昭和中学校
- 呉市立昭和北中学校
- 呉市立白岳中学校
- 呉市立天応学園
- 呉市立豊浜中学校
- 呉市立広南中学校
- 呉市立仁方中学校
- 呉市立東畑中学校
- 呉市立宮原中学校
- 呉市立明徳中学校
- 呉市立安浦中学校
- 呉市立横路中学校
- 呉市立吉浦中学校
- 呉市立両城中学校
- 呉市立和庄中学校

### 東広島市

#### 県立
- 広島県立広島中学校

#### 市立
- 東広島市立安芸津中学校
- 東広島市立磯松中学校
- 東広島市立黒瀬中学校
- 東広島市立河内中学校
- 東広島市立向陽中学校
- 東広島市立西条中学校
- 東広島市立志和中学校
- 東広島市立高美が丘中学校
- 東広島市立高屋中学校
- 東広島市立中央中学校
- 東広島市立豊栄中学校
- 東広島市立八本松中学校
- 東広島市立福富中学校
- 東広島市立松賀中学校

### 尾道市
- 尾道市立因島南中学校
- 尾道市立因北中学校
- 尾道市立浦崎中学校
- 尾道市立尾道みなと中学校
- 尾道市立栗原中学校
- 尾道市立重井中学校
- 尾道市立瀬戸田中学校
- 尾道市立高西中学校
- 尾道市立日比崎中学校
- 尾道市立美木中学校
- 尾道市立御調中学校
- 尾道市立向島中学校
- 尾道市立向東中学校
- 尾道市立百島中学校
- 尾道市立吉和中学校

### 廿日市市
- 廿日市市立阿品台中学校
- 廿日市市立大野中学校
- 廿日市市立大野東中学校
- 廿日市市立佐伯中学校
- 廿日市市立四季が丘中学校
- 廿日市市立七尾中学校
- 廿日市市立野坂中学校
- 廿日市市立廿日市中学校
- 廿日市市立宮島中学校
- 廿日市市立吉和中学校

### 三原市
- 三原市立幸崎中学校
- 三原市立第一中学校
- 三原市立第二中学校
- 三原市立第三中学校
- 三原市立第四中学校
- 三原市立第五中学校
- 三原市立宮浦中学校
- 三原市立本郷中学校
- 三原市立久井中学校
- 三原市立大和中学校

### 三次市
- 三次市立川地中学校
- 三次市立吉舎中学校
- 三次市立君田中学校
- 三次市立甲奴中学校
- 三次市立作木中学校
- 三次市立塩町中学校
- 三次市立十日市中学校
- 三次市立布野中学校
- 三次市立三次中学校
- 三次市立三良坂中学校
- 三次市立三和中学校
- 三次市立八次中学校

### 府中市
- 府中市立上下中学校
- 府中市立第一中学校
- 府中市立府中学園
- 府中市立府中明郷学園

### 庄原市
- 庄原市立口和中学校
- 庄原市立西城中学校
- 庄原市立庄原中学校
- 庄原市立総領中学校
- 庄原市立高野中学校
- 庄原市立東城中学校
- 庄原市立比和中学校

### 安芸高田市
- 安芸高田市立甲田中学校
- 安芸高田市立高宮中学校
- 安芸高田市立美土里中学校
- 安芸高田市立向原中学校
- 安芸高田市立八千代中学校
- 安芸高田市立吉田中学校

### 大竹市
- 大竹市立大竹中学校
- 大竹市立小方中学校
- 大竹市立玖波中学校

### 竹原市
- 竹原市立賀茂川中学校
- 竹原市立竹原中学校
- 竹原市立忠海学園
- 竹原市立吉名学園

### 江田島市
- 江田島市立江田島中学校
- 江田島市立大柿中学校
- 江田島市立能美中学校
- 江田島市立三高中学校

### 安芸郡
- 府中町立府中中学校
- 府中町立府中緑ヶ丘中学校
- 海田町立海田中学校
- 海田町立海田西中学校
- 熊野町立熊野中学校
- 熊野町立熊野東中学校
- 坂町立坂中学校

### 山県郡
- 北広島町立大朝中学校
- 北広島町立芸北中学校
- 北広島町立千代田中学校
- 北広島町立豊平学園
- 安芸太田町立加計中学校
- 安芸太田町立安芸太田中学校

### 豊田郡

#### 県立
- 広島県立広島叡智学園中学校

#### 市立
- 大崎上島町立大崎上島中学校

### 世羅郡
- 世羅町立甲山中学校
- 世羅町立世羅中学校
- 世羅町立世羅西中学校

### 神石郡
- 神石高原町立三和中学校
- 神石高原町立神石高原中学校

## 私立中学校

### 広島市

#### 中区
- 修道中学校
- 広島女学院中学校
- 安田女子中学校

#### 東区
- 広島城北中学校

#### 南区
- 比治山女子中学校

#### 西区
- 広島修道大学ひろしま協創中学校・高等学校
- 崇徳中学校
- ノートルダム清心中学校
- 広島学院中学校

#### 安佐南区
- AICJ中学校

#### 佐伯区
- 広島なぎさ中学校

### 福山市
- 盈進中学校
- 英数学館中学校
- 銀河学院中学校
- 近畿大学附属中学校福山校
- 福山暁の星女子中学校

### 呉市
- 呉青山中学校

### 東広島市
- 近畿大学附属広島中学校東広島校
- 武田中学校

### 尾道市
- 尾道中学校

### 廿日市市
- 山陽女学園中等部

### 三原市
- 如水館中学校
- 広島三育学院中学校

### 安芸郡
- 広島国際学院中学校

### 山県郡
- 広島新庄中学校